# Phycodes substriata
Phycodes substriata is een vlinder uit de familie Brachodidae. De wetenschappelijke naam voor de soort is voor het eerst geldig gepubliceerd in 1891 door Thomas de Grey Walsingham.
De soort komt voor in het Afrotropisch gebied.